# Calosoma reticulatum
Calosoma reticulatum,  es una especie de escarabajo originario del norte y centro de Europa.